# Catoblepia sosigenes
Catoblepia sosigenes är en fjärilsart som beskrevs av Hans Fruhstorfer 1913. Catoblepia sosigenes ingår i släktet Catoblepia och familjen praktfjärilar. Inga underarter finns listade i Catalogue of Life.